# NGC 3629
NGC 3629 é uma galáxia espiral barrada (SBc) localizada na direcção da constelação de Leo. Possui uma declinação de +26° 57' 46" e uma ascensão recta de 11 horas, 20 minutos e 31,7 segundos.
A galáxia NGC 3629 foi descoberta em 6 de Abril de 1785 por William Herschel.